# Іж-Забігалово
Іж-Забіга́лово (рос. Иж-Забегалово) — присілок в Якшур-Бодьїнському районі Удмуртії, Росія.
Населення — 84 особи (2010; 133 в 2002).
Національний склад (2002):
- росіяни — 67 %
- удмурти — 32 %

## Історія
1898 року в присілку Іж була відкрита земська початкова школа. 1914 року збудована перша дерев'яна двоповерхова церква, освячена 29 листопада в ім'я Архангела Михаїла. 1922 року в село Іжевське була перевезена інша дерев'яна двокупольна церква із села Сюрсовай. 26 вересня 1940 року церква була закрита. 2000 року в присілку був відкритий молитовний дім.

## Відомі люди
- Пушина Феодора Андріївна — Герой Радянського Союзу.

## Урбаноніми[4]
- вулиці — Пушиної (до 9 травня 2000 року Радянська), Центральна, Церковна